# Hypena rectivittalis
Hypena rectivittalis là một loài bướm đêm trong họ Erebidae.